# Championnat d'Angleterre de football 1925-1926
Navigation
Édition précédente Édition suivante
La 34e édition du championnat d'Angleterre de football est remportée par Huddersfield Town. C’est la troisième victoire consécutive du club. Jamais un club n’avait auparavant, dans l’histoire du championnat d’Angleterre, réussit ce véritable exploit. Huddersfield termine le championnat avec cinq points d’avance sur Arsenal FC et neuf sur Sunderland AFC.  
Le club de Leicester City fait sa première apparition dans le championnat.
Le système de promotion/relégation reste en place: descente et montée automatique, sans matchs de barrage pour les deux derniers de première division et les deux premiers de deuxième division. Manchester City  et Notts County descendent en deuxième division. Ils sont remplacés pour la saison 926/27 par The Wednesday et Derby County.
Ted Harper, joueur de Blackburn Rovers, avec  43 buts, termine meilleur buteur du championnat.

## Les clubs de l'édition 1925-1926
| Club                                 | Ville        |
| ------------------------------------ | ------------ |
| Arsenal Football Club                | Londres      |
| Aston Villa Football Club            | Birmingham   |
| Birmingham City Football Club        | Birmingham   |
| Blackburn Rovers Football Club       | Blackburn    |
| Bolton Wanderers Football Club       | Bolton       |
| Burnley Football Club                | Burnley      |
| Bury Football Club                   | Bury         |
| Cardiff City Football Club           | Cardiff      |
| Everton Football Club                | Liverpool    |
| Huddersfield Town Football Club      | Huddersfield |
| Leicester City Football Club         | Leicester    |
| Leeds United Football Club           | Leeds        |
| Liverpool Football Club              | Liverpool    |
| Manchester City Football Club        | Manchester   |
| Manchester United Football Club      | Manchester   |
| Newcastle United Football Club       | Newcastle    |
| Notts County Football Club           | Nottingham   |
| Sheffield United Football Club       | Sheffield    |
| Sunderland Association Football Club | Sunderland   |
| Tottenham Hotspur Football Club      | Londres      |
| West Bromwich Albion Football Club   | Birmingham   |
| West Ham United Football Club        | Londres      |

## Classement
| Rang | Équipe               | Pts | J  | G  | N  | P  | Bp  | Bc  | Diff |
| ---- | -------------------- | --- | -- | -- | -- | -- | --- | --- | ---- |
| 1    | Huddersfield Town    | 57  | 42 | 23 | 11 | 8  | 92  | 60  | +32  |
| 2    | Arsenal FC           | 52  | 42 | 22 | 8  | 12 | 87  | 63  | +24  |
| 3    | Sunderland AFC       | 48  | 42 | 21 | 6  | 15 | 96  | 80  | +16  |
| 4    | Bury FC              | 47  | 42 | 20 | 7  | 15 | 85  | 77  | +8   |
| 5    | Sheffield United     | 46  | 42 | 19 | 8  | 15 | 102 | 82  | +20  |
| 6    | Aston Villa          | 44  | 42 | 16 | 12 | 14 | 86  | 76  | +10  |
| 7    | Liverpool            | 44  | 42 | 14 | 16 | 12 | 70  | 63  | +7   |
| 8    | Bolton Wanderers     | 44  | 42 | 17 | 10 | 15 | 75  | 76  | -1   |
| 9    | Manchester United    | 44  | 42 | 19 | 6  | 17 | 66  | 73  | -7   |
| 10   | Newcastle United     | 42  | 42 | 16 | 10 | 16 | 84  | 75  | +9   |
| 11   | Everton              | 42  | 42 | 12 | 18 | 12 | 72  | 70  | +2   |
| 12   | Blackburn Rovers     | 41  | 42 | 15 | 11 | 16 | 91  | 80  | +11  |
| 13   | West Bromwich Albion | 40  | 42 | 16 | 8  | 18 | 79  | 78  | +1   |
| 14   | Birmingham City      | 40  | 42 | 16 | 8  | 18 | 66  | 81  | -15  |
| 15   | Tottenham Hotspur    | 39  | 42 | 15 | 9  | 18 | 66  | 79  | -13  |
| 16   | Cardiff City         | 39  | 42 | 16 | 7  | 19 | 61  | 76  | -15  |
| 17   | Leicester City       | 38  | 42 | 14 | 10 | 18 | 70  | 80  | -10  |
| 18   | West Ham United      | 37  | 42 | 15 | 7  | 20 | 63  | 76  | -13  |
| 19   | Leeds United         | 36  | 42 | 14 | 8  | 20 | 64  | 76  | -12  |
| 20   | Burnley              | 36  | 42 | 13 | 10 | 19 | 85  | 108 | -23  |
| 21   | Manchester City      | 35  | 42 | 12 | 11 | 19 | 89  | 100 | -11  |
| 22   | Notts County         | 33  | 42 | 13 | 7  | 22 | 54  | 74  | -20  |

|  | Champion d'Angleterre |
|  | Relégation            |

### Meilleur buteur
- Ted Harper, Blackburn Rovers,   43 buts

## Bilan de la saison
| Tableau d'Honneur                    |                   |
| Compétition                          | Vainqueur         |
| Championnat d'Angleterre de football | Huddersfield Town |
| Coupe d'Angleterre de football       | Bolton Wanderers  |
| Charity Shield                       | Amateurs XI       |

| Promotions et relégations |                              |
| Promus                    | The Wednesday Derby County   |
| Relégués                  | Notts County Manchester City |

## Sources
- Classement sur rsssf.com